# Eevansaari (ö i Egentliga Tavastland)
Eevansaari är en ö i Finland. Den ligger i sjön Katumajärvi och i kommunen Tavastehus i den ekonomiska regionen  Tavastehus ekonomiska region  och landskapet Egentliga Tavastland, i den södra delen av landet, 90 km norr om huvudstaden Helsingfors. Öns största längd är 10 meter i sydväst-nordöstlig riktning.

## Klimat
Trakten ingår i den boreala klimatzonen. Årsmedeltemperaturen i trakten är 1 °C. Den varmaste månaden är juli, då medeltemperaturen är 17 °C, och den kallaste är februari, med −14 °C.